# مارک سوسار
مارک سوسار (استونیایی: Mark Soosaar؛ زادهٔ ۱۲ ژانویهٔ ۱۹۴۶) کارگردان فیلم، فیلم‌بردار، فیلم‌نامه‌نویس و سیاستمدار و نماینده سابق مجلس اهل استونی است.